# Budget de l'État français en 2011
Le budget de l'État français pour 2011 fixe les recettes et les dépenses prévues pour l'année. Il doit être adopté, fin 2010, par le Parlement français (Assemblée nationale et Sénat) sur proposition du gouvernement, suivant les règles fixées par la loi organique relative aux lois de finances (LOLF).
Dans sa version initiale, le projet de budget prévoit des ressources de 198 milliards d'euros (budget général) et un déficit de 92 milliards d'euros.

## Historique
Le projet de budget pour 2011 a été présenté par le Gouvernement le 29 septembre 2010.

## Hypothèses du projet de budget
Le projet de programmation des finances publiques pour 2011-2014 repose sur les hypothèses macroéconomiques suivantes :
|              | 2010    | 2011    |
| ------------ | ------- | ------- |
| Croissance   | + 1,5 % | + 2 %   |
| Exportations | + 9 %   | + 8 %   |
| Consommation | + 1,4 % | + 1,7 % |
| Inflation    | 1,5 %   | 1,5 %   |

Ces prévisions ne font pas l'objet d'un consensus chez les économistes. Le fonds monétaire international prévoit une croissance de 1,6 % en 2011 et les experts du Centre de Prévision de L'Expansion concluent à un chiffre moyen de 1,5 %.

## Structure du budget
Dans sa version initiale, le projet de  budget pour 2011 comporte 32 missions et 123 programmes.
La structure du budget est pratiquement la même que dans le budget pour 2010. Dans le budget général, la mission « Plan de relance de l'économie », créée de manière temporaire en réponse à la crise économique, disparaît. Les deux budgets annexes sont conservés (« Contrôle et exploitation aériens » et « Publications officielles et information administrative »). Enfin, deux nouveaux comptes d'affectation spéciale sont créés : « Engagements en faveur de la forêt dans le cadre de la lutte contre le changement climatique » et « Services nationaux de transport conventionnés de voyageurs ».

## La programmation des finances publiques pour 2011-2014
Le projet de budget prévoit une réduction progressive du déficit budgétaire jusqu'à 2 % en 2014 en reposant sur une hypothèse de croissance annuelle rejoignant le niveau de 2,5 % :
|                                                   | 2010 | 2011 | 2012 | 2013 | 2014 |
| ------------------------------------------------- | ---- | ---- | ---- | ---- | ---- |
| Solde des administrations publiques (en % de PIB) | -7,7 | -6,0 | -4,6 | -3,0 | -2,0 |
| Dette publique (en % de PIB)                      | 82,9 | 86,2 | 87,4 | 86,8 | 85,3 |
| Croissance du PIB en volume (%)                   | 1,5  | 2,0  | 2,5  | 2,5  | 2,5  |

Selon les prévisions du Gouvernement, le produit intérieur brut (PIB) dépasserait les 2 000 milliards d'euros en 2011 à 2 020,3 milliards d'euros et les prix à la consommation augmenteraient de 1,5 %.
Les recettes nettes baisseraient de 0,7 % :
| Désignation des recettes (en milliards d’euros) | Exécution 2009 | Évaluations révisées 2010 | Projet de loi des finances 2011 | Variations (%) 2011 / révisé 2010 |
| ----------------------------------------------- | -------------- | ------------------------- | ------------------------------- | --------------------------------- |
| Recettes fiscales brutes :                      | 325,9          | 345,2                     | 336,5                           | -2,5 %                            |
| dont :                                          |                |                           |                                 |                                   |
| 1. Impôt sur le revenu                          | 55,1           | 55,5                      | 59,5                            | 7,3 %                             |
| 3. Impôt sur les sociétés                       | 49,5           | 52,1                      | 56,7                            | 8,7 %                             |
| 6. Taxe sur la valeur ajoutée                   | 168,1          | 170,5                     | 175,1                           | 2,7 %                             |
| Remboursements et dégrèvements                  | 111,7          | 90,6                      | 82,2                            | -9,3 %                            |
| Recettes fiscales nettes                        | 214,3          | 254,7                     | 254,4                           | -0,1 %                            |
| Recettes non fiscales                           | 19,5           | 18,6                      | 16,9                            | -9,3 %                            |
| Total recettes nettes du budget général         | 233,7          | 273,3                     | 271,3                           | -0,7 %                            |

## Équilibre du budget et déficit
Le déficit du budget prévu par l'article 47 du projet de loi de finances est de 91,993 milliards d'euros :
|                                      | Ressources | Charges | Solde   |
| ------------------------------------ | ---------- | ------- | ------- |
| Montants nets pour le budget général | 197 827    | 286 405 | −88 578 |
| Totaux pour les budgets annexes      | 2 203      | 2 192   | 11      |
| Solde pour les comptes spéciaux      |            |         | −3 426  |
| Solde général                        |            |         | −91 993 |

Les montants sont en millions d'euros

## Dispositions de la loi de finances pour 2011
Dans sa version initiale, le projet de loi de finances pour 2010, qui comprend 100 articles, comporte notamment les dispositions suivantes :
- majoration de 1 point de la tranche d’imposition la plus élevée de l’impôt sur le revenu, qui passe de 40 % à 41 % ;
- suppression du taux réduit forfaitaire de TVA sur les offres composites de services de télévisions et de services électroniques ;
- réduction des avantages fiscaux à l’investissement dans la production d’énergie photovoltaïque ;
- création d’un prêt à taux zéro renforcé ;
- dépôt d'une seule déclaration de revenus l'année du mariage ou du PACS ;
- report à 2014 de l’échéance de suppression de la publicité sur les antennes de France Télévisions, prévue précédemment pour le 30 novembre 2011.